# Alena Nádvorníková
Alena Nádvorníková, rozená Bretšnajdrová (12. listopad 1942 Lipník nad Bečvou – 3. října 2023) byla česká básnířka, malířka a teoretička surrealismu.

## Život
Vystudovala český jazyk a literaturu, výtvarnou teorii a výchovu na Filozofické fakultě Univerzity Palackého v Olomouci (1959–1964). Postgraduální studia na FF UP v Olomouci zakončila roku 1968 (PhDr.) V letech 1968–1972 působila jako asistentka, v letech 1972–1987 na Katedře výtvarné výchovy PedF UP. V letech 1987–1990 byla redaktorkou výtvarných publikací nakladatelství Odeon v Praze, od roku 1991 na Katedře dějin a teorie výtvarného umění FF UP v Olomouci, 1996 se habilitovala
Od roku 1972 se podílela na činnosti Surrealistické skupiny utvořené kolem Vratislava Effenbergera. Roku 1989 publikovala fotografie Emily Medkové v samizdatové revue Surrealistické skupiny v Československu Gambra, od roku 1994 pracovala jako redaktorka, 1999 členka redakční rady revue Analogon.
Od roku 1972 byla členkou AICA a v letech 1996–2007 byla členkou SVU Mánes.

## Dílo
Zabývala se Surrealistickou skupinou v Československu a okruhem výtvarníků kolem sborníků Znamení zvěrokruhu a Objekt 1 a 2 (Tikal, Istler, Fára, Medek, Medková, Havlíček), filmovou prací Jana Švankmajera. Publikovala články o mediumním umění a od konce 90. let připravovala výstavy Art brut.
A. Nádvorníková byla nejen teoretičkou umění a básnířkou, ale i autorkou kreseb surrealistického východiska. Kniha, představující její výtvarné dílo, ukázky z poezie a výběr kritických textů vyšla roku 2011 v nakladatelství Arbor vitae.

#### Básně
- Kresbobásně (1966)
- Praha, Pařížská. Události, hry a vlakové básně (1994)
- Uvnitř hlasů (1995)
- Vzpomínky na prázdniny (1997)
- Kompoty noci, krystaly dne (1999)
- Děje (2001)
- Osmadvacet lehkých prostoročasových básní (2003)
- Anebo ne. Ou bien non, Praha 2004 (výbor z veršů, překlad do fr. P. Král)
- Sopky a tratě (2006)

#### Monografie
- Alena Nádvorníková (texty Alena Nádvorníková, Bertrand Schmitt, Vratislav Effenberger, Roman Erben, Petr Král, Jan Šulc), 264 s., Arbor vitae 2011, ISBN 9788087164754

#### Teoretické práce
- K surrealismu (1998)
- Art brut v českých zemích. Mediumici, solitéři, psychotici, Praha - Olomouc, 2008

#### Editorka
- M. Nadeau, Dějiny surrealismu, Olomouc 1994
- A. Breton, Arkán 17; Nadja; Spojité nádoby;Šílená láska, Praha 1996

### Zastoupení ve sbírkách
- Národní galerie v Praze
- Alšova jihočeská galerie v Hluboké nad Vltavou
- Moravská galerie v Brně
- Muzeum umění Olomouc
- Oblastní galerie Vysočiny v Jihlavě